# Ceroplesis blairi
Ceroplesis blairi är en skalbaggsart som beskrevs av Stefan von Breuning 1937. Ceroplesis blairi ingår i släktet Ceroplesis och familjen långhorningar.
Artens utbredningsområde är Sierra Leone. Inga underarter finns listade i Catalogue of Life.